# Jean Engel (peintre)
Pour les articles homonymes, voir Jean Engel et Engel.
Jean Engel (1876-1960) est artiste peintre mosellan actif dans la première moitié du XXe siècle.

## Biographie
Lointain parent du peintre Jean-Baptiste Tavernier, Jean Engel naît à Rustroff en Lorraine annexée, le 15 janvier 1876. Après une solide formation au Petit Séminaire de Montigny-lès-Metz de 1889 à 1993, Jean Engel suit des cours de dessin à l'École supérieure des arts décoratifs de Strasbourg. Doué, ses maîtres l'envoient à l'Académie des beaux-arts de Munich pour parfaire sa formation. Il y rencontre Berthe Wurstlein, qu'il épouse peu après. Jean Engel quitte Munich en 1900 et voyage en Italie. 
De retour en Lorraine, Jean Engel s'adonne avec passion à son art, se spécialisant dans les scènes religieuses italianisantes. De nombreuses églises du diocèse de Metz arborent encore ses peintures murales. À côté de ces commandes de l’Église, Jean Engel a laissé de nombreux portraits et de très beaux paysages.
De 1908 à 1945, Jean Engel fut également maire de Rustroff. Jean Engel fut promu officier d'Académie, officier de l'Instruction publique et chevalier de la Légion d'Honneur. Jean Engel est décédé dans sa commune natale, le 9 janvier 1960.

## Sources
- Martin Heintz, « Première esquisse biographique : Jean Engel (1876-1960), artiste peintre », Société d'histoire et d'archéologie de la Lorraine, in Les Cahiers Lorrains, no 4, 1972, (p. 108-112).